# Ab Lench
Ab Lench – wieś w Anglii, w hrabstwie Worcestershire, w dystrykcie Wychavon. Leży 19 km na wschód od miasta Worcester i 146 km na północny zachód od Londynu.